# Ламбда (слово)
Ламбда, грчки Λάμβδα или Λάμδα (велико слово Λ, мало слово λ) је једанаесто слово грчког алфабета. У систему грчких цифара има вредност 30. Изведено је од феничанског Ламед . Слова која су настала су латиничка L и ћириличко Л.

## Употреба

### Физика и математика
У физици λ се користи за означавање таласне дужине. У математици се користи за означавање ламбда рачунања. У геологији означава коефицијент проводљивости топлоте стенске масе.

### Видео игре
Грчко слово λ се појављује у наслову видео игре Халф-Лајф и замењује слово А (уместо Half-Life пише се Hλlf-Life).

### Политика
Левица користи мало слово ламбда (λ) као део свог основног визуелног идентитета.